# F.B.K. Kaunas
Denne side handler om klubben grundlagt i 2012. For klubben, der var kendt som FBK Kaunas fra 1960 til 2012, se FBK Kaunas.
Futbolo Bendruomenes Klubas Kaunas, bedre kendt under forkortelsen F.B.K. Kaunas, var en litauisk fodboldklub fra byen Kaunas. Det var en fanskabt klub, som ønskede at bevare navnet og historien for den konkursramte klub FBK Kaunas.

## Historie
Klubben blev skabt af en gruppe fans i 2012, efter at den oprindelige klub var gået konkurs.
F.B.K. Kaunas startede 2012 sæsonen i Litauens 4. bedste række III Lyga, her endte man på en 2. plads og var dermed klar til Litauens 3. bedste række II Lyga. 
Her endte man i sæsonen 2013 på en  6 plads og bevarede dermed sin plads i rækken. 
2014 sæsonen skulle vise sig at blive en god sæson for klubben, der vandt rækken og dermed var klar til at spille i Litauens 2. næstbedste række I Lyga.
2015 sæsonen var en acceptabel sæson, hvor klubben endte midt i rækken på en 12 plads. Dette må anses for at være acceptabelt når man tager klubbens økonomi i betragtning i forhold til nogle af de andre klubber.
2016-sæsonen var præget af problemer fra starten af, da klubben havde svært ved at finde økonomi i form at nye sponsorer osv. således at man kunne holde på sine bedste spillere og man endte derfor på en 15 plads ud af 16 mulige hold. F.B.K. Kaunas rykkede dermed ned i II Lyga.
Man oplyste i starten af 2017 at man grundet økonomiske problemer, især med at finde sponsorer, i hvert fald ikke ville deltage i nogen turnering i 2017 sæsonen.

## Sæsoner

### Nationalt
| Sæson | Div | Pos | K  | V  | U | T  | Mål    | Pts | Topscorer             | Cup       | Supercup          | Baltiske Liga     | Europa            | Noter                 |
| ----- | --- | --- | -- | -- | - | -- | ------ | --- | --------------------- | --------- | ----------------- | ----------------- | ----------------- | --------------------- |
| 2012  | 4   | 2   | 15 | 7  | 6 | 2  | 40-20  | 27  | Ramūnas Macežinskas   | 1/4       | Ikke kvalificeret | Ikke kvalificeret | Ikke kvalificeret | Oprykket til II Lyga  |
| 2013  | 3   | 6   | 24 | 9  | 4 | 11 | 52-47  | 31  | Juan Sevilla Sevilla  | 1/64      | Ikke kvalificeret | Ikke kvalificeret | Ikke kvalificeret |                       |
| 2014  | 3   | 1   | 26 | 20 | 3 | 3  | 69-19  | 63  | Juan Sevilla Sevilla  | 1/32      | Ikke kvalificeret | Ikke kvalificeret | Ikke kvalificeret | Oprykket til I Lyga   |
| 2015  | 2   | 12  | 34 | 10 | 7 | 17 | 44-64  | 37  | Josuetl Hernandez Rea | 1/16      | Ikke kvalificeret | Ikke kvalificeret | Ikke kvalificeret |                       |
| 2016  | 2   | 15  | 30 | 4  | 1 | 25 | 25-134 | 13  | Eimantas Stonkus      | 1/32/1/64 | Ikke kvalificeret | Ikke kvalificeret | Ikke kvalificeret | Nedrykket til II Lyga |

## Titler

### Nationalt
- II Lyga
  - Vinder (1): 2014
- III Lyga
  - Andenplads (1): 2012

## Tidligere trænere
| - Artūras Ramoška (April 2012 – Jan 13) - Audrius Statkevičius (Marts 2013 – Jan 14) - Mantas Babianskas (Marts 2014 – Dec 16 ) |

## Ekstern henvisning
- Statistik & Info (Engelsk) (Litauisk)